# Oskar Schindler
Oskar Schindler (født 28. april 1908, død 9. oktober 1974) var en sudetertysk industrimand. Under holocaust lykkes det ham at redde næsten 1.200 jøder ved at ansætte dem på sin fabrik, først i "Deutsche Emaillewaren-Fabrik" i Krakow (Polen), der lavede pander og potter til den tyske hær, og senere ved slutningen af krigen i en fabrik i det daværende Tjekkoslovakiet, som lavede ammunition til den tyske hær. Hans gerninger er blevet beskrevet i romanen Schindlers liste (oprindeligt: Schindlers Ark) og senere i Steven Spielbergs prisbelønnede film Schindlers liste.

## Barndommen og tidlige liv
Oskar Schindler blev født den 28 april 1908 i Svitavy en del af det daværende Østrig-Ungarn, der nu er Tjekkiet. Hans forældre, Hans Schindler og hans kone Franziska Luser, blev skilt, da Oskar var 27 år. Oskar var meget tæt på sin yngre søster, Elfriede. Schindler blev opdraget i den katolske tro, og han forblev en troende katolik hele sit liv. Efter skolen arbejdede han som sælger.
Den 6. marts 1928 blev Schindler gift med Emilie Schindler, før kendt som Emilie Pelzl (1907-2001). Schindlers kone Emilie Schindler blev født den 22. oktober 1907, datter af Josef og Maria Pelzl, og døde den 5. oktober 2001, 93 år gammel på et hospital i nærheden af Berlin. De fik ingen børn i løbet af deres ægteskab. I 1930'erne skiftede Oskar Schindler arbejde flere gange. Han prøvede også at starte forskellige virksomheder, men gik hurtigt konkurs på grund af depressionen i 1930'erne. Schindler var en overgang medlem af det separatistiske Sudetertyske parti, hvori han meldte sig ind i 1935. Han var officielt borger i Tjekkoslovakiet, men var etnisk tysker. Schindler begyndte at arbejde for den tyske militære efterretningstjeneste Abwehr under ledelse af Wilhelm Canaris. Han blev fængslet af den tjekkiske regering i juli 1938, men efter Münchenaftalen blev han sat fri som en politisk fange. I 1939 meldte Schindler sig ind i det tyske naziparti Nationalsozialistische Deutsche Arbeiterpartei (Det Nationalsocialistiske Tyske Arbejderparti).

## Schindler under krigen
Schindler var en opportunistisk forretningsmand, som drog fordel af Nazitysklands invasionen af Polen i 1939. Han fik senere en fabrik i Krakow, som han omdøbte til Deutsche Emaillewaren Fabrik. Med hjælp fra den tysktalende jødiske bogholder Itzhak Stern fremstillede Schindler potter og pander til den tyske hær og skaffede derved omkring 1000 jøder arbejde i sin fabrik, hvilket i første omgang reddede dem fra rædslerne under holocaust.
Schindler tilpassede sin livsstil til sin indkomst. Han blev en respekteret gæst hos ledende SS-folk, der var lette at overtale til at gøre ham en tjeneste eller to.
Oprindeligt var Schindlers motiv at tjene penge ved hjælp fra billig jødisk arbejdskraft, men senere begyndte han at beskytte sine arbejdere uden hensyn til omkostningerne. Han påstod åbenlyst, at visse ufaglærte arbejdere var afgørende for hans virksomhed.
Schindler var også vidne til nazisternes razzia på Krakóws ghetto, hvor SS-soldater fangede jøderne i ghettoen og tvangsoverførte dem, som de ikke dræbte under denne aktion, til koncentrationslejren i Plaszow. Schindler blev rystet over det, han så, og brugte derefter alle de midler, han havde, til at beskytte de jøder, der arbejdede for ham – dem man i dag kalder Schindlerjuden eller Schindler-jøder.
Schindler brugte især sin legendariske charme til at hjælpe sine jødiske arbejdere, der kom i vanskeligheder. Den særlige status for hans fabrik blev en afgørende faktor for Schindlers bestræbelser for at støtte sine jødiske arbejdere. Han lavede aftaler med Amon Göth, kommandanten fra Plaszow, der sikrede hans jøder fra at blive deporteret. Schindler begyndte også at smugle børn ud af ghettoen og afleverede dem til polske nonner, som enten skjulte dem fra nazisterne eller hævdede, at de var kristne forældreløse.
Schindler blev anholdt to gange under krigen mistænkt for sortbørshandel og underslæb. Disse anklager blev sikkert affødt af, at han bestak Amon Göth og andre SS-folk med tidligere jødisk ejendom (såsom penge, smykker og kunstværker), der ifølge loven dengang tilhørte den nazistiske stat. Det lykkedes ham at undgå at blive fængslet efter hver anholdelse. Schindler bestak typisk embedsmænd for at undgå videre undersøgelser af sine forretninger.
Da den Røde Hær kom tættere på Auschwitz og andre østlige koncentrationslejre, begyndte SS at evakuere de resterende fanger vestpå. Schindler fik SS-embedsmænd til at give ham lov til at flytte sine 1.100 jødiske arbejdere til Brněnec (tysk: Brünnlitz) i det daværende Tjekkoslovakiet, og dermed han skånede dem fra den visse død i udryddelseslejrene. I Brněnec fik han en anden tidligere jødisk fabrik, hvor han skulle producere missiler og håndgranater til den tysk hær. Men i løbet af de måneder fabrikken kørte, blev der ikke produceret et eneste våben, der kunne affyres. Hans tidligere formue blev støt mindre, da han stadig måtte bestikke embedsmænd og andre højtstående SS-folk for at kigge den anden vej i forhold til hans fabrik i Brněnec, som ikke kunne levere de våben, de ellers skulle producere.

## Schindler efter krigen
Ved udgangen af krigen havde Schindler brugt næsten hele sin formue på bestikkelse og handler på det sorte marked. Schindler flyttede kort til Regensburg i Tyskland og senere til München. Til sidst emigrerede Schindler til Argentina i 1948, hvor han gik konkurs. Han forlod sin kone Emilie i 1957 og vendte tilbage til Tyskland i 1958, hvor han havde en række mislykkede forretningsforetagender. Schindler boede i Vesttyskland i en lille lejlighed på Am Hauptbahnhof Nr. 4 i Frankfurt am Main og forsøgte igen at hjælpe jødiske organisationer ved at etablere en cementfabrik. Cementfabrikken gik også konkurs i 1961. Hans forretningspartnere aflyste deres partnerskab med ham lige så stille. I 1968 begyndte han at modtage en lille pension fra den vesttyske regering. I 1971 flyttede Oskar Schindler til Hildesheim i Vesttyskland. Men på grund af hjerteproblemer blev han indlagt på Sankt Bernward Krankenhaus i Hildesheim den 12. september 1974, hvor han døde den 9. oktober 1974 i en alder af 66 år. Ved sin død var han omgivet af venner og familien. Udgifterne i forbindelse med hans ophold på hospitalet blev betalt af byen Hildesheim.
Schindler blev begravet på den katolske Franciskanerkirkegård på Zion-bjerget i Jerusalem. Han er derved den eneste medlem af det nazistiske parti, som er blevet begravet i Israel. Sten blev anbragt oven på graven, hvilket er et tegn på taknemmelighed ifølge jødisk tradition, selvom Schindler ikke selv var jøde. På hans gravsten står der på tysk: "Den uforglemmelige redningsmand af 1200 forfulgte jøder”.
Før sin død blev han i 1963 hædret på Israels Jad Vashem-mindesmærke for ofrene for holocaust som en af de "Retfærdige blandt nationerne", som reddede jøder under holocaust til trods for stor personlig risiko. Schindler var det første tidligere medlem af det tyske naziparti, som blev æret i Israel. Han plantede i den forbindelse et træ i sit navn ved Yad Vashem-mindesmærket. Schindler blev også hædret med det tyske fortjenstkors og med den pavelige Sankt Sylvesters orden i 1960'erne. St. Sylvester-ordenen blev personligt tildelt ham af Pave Paul 6. i 1968.

## Bog og film
Schindlers historie blev genfortalt efter holocaust af overlevende, heriblandt Poldek Pfefferberg, hvilket var grundlæggende for Thomas Keneallys roman Schindlers liste (oprindeligt Schindler's Ark), som blev filmatiseret under samme navn i 1993 af Steven Spielberg. I filmen spilles Schindler af den irske skuespiller Liam Neeson. For denne rolle blev han nomineret til en Academy Award for bedste skuespiller. Filmen vandt også en Academy Award for bedste film. Filmen afbilder Schindler som en mand, der var instinktivt drevet af profitmaksimerende virksomhed, men som på et eller andet tidspunkt bliver bevidst om, hvad der sker rundt om ham af grusomheder, og derfor beslutter at redde sine jødiske ansatte, selvom det krævede en massiv udbetaling af penge til nazisterne for at vende det blinde øje til hans gerninger.
I efteråret 1999 blev en kuffert, som tilhørte Schindler, opdaget i hans gamle hus i Hildesheim Tyskland. Kufferten indeholdt bl.a. mere end 7.000 fotografier og dokumenter, herunder listen over Schindlers jødiske arbejdere. Kufferten blev bragt til Stuttgart i Tyskland, hvor opdagelsen blev omtalt i avisen Stuttgarter Zeitung. Indholdet af den kufferten heriblandt listen med navnene på dem, han havde gemt, og teksten til hans afskedstale, inden han forlod sine jøder i 1945, kan i dag ses på Holocaust-museet i Yad Vashem i Israel.
I begyndelsen af april 2009 blev en anden liste opdaget på Library of New South Wales af en medarbejder, der kiggede nogle kasser med materialer igennem. Det 13-siders dokument, som var gul og skrøbeligt, var en liste, der var lidt forskellig fra den liste, som blev fundet i 1999, men ikke desto mindre er blevet anset for at være den ægte og autentiske af de to. I de sidste måneder af krigen optrappede nazisterne deres udryddelse af jøderne i Europa. Denne liste menes at have reddet 801 mennesker fra døden i gaskamrene.